# Elecciones generales de Sudáfrica de 2009
Las elecciones generales de Sudáfrica de 2009 se realizaron el miércoles 22 de abril del mencionado año para escoger a los miembros de ambas cámaras del vigesimoquinto Parlamento de Sudáfrica, en concordancia con las elecciones provinciales. Se renovaron los 400 escaños de la cámara baja, la Asamblea Nacional y a los 430 miembros de las nueve legislaturas provinciales, que a su vez designarían los 90 escaños del Consejo Nacional de las Provincias, la cámara alta. Tras la renuncia de Thabo Mbeki en septiembre de 2008, Kgalema Motlanthe, del Congreso Nacional Africano (ANC), ocupaba el cargo de Presidente de Sudáfrica. Sin embargo, no se presentó a la reelección para un mandato completo y el candidato oficialista fue Jacob Zuma, presidente del partido desde diciembre de 2007. Fueron los cuartos comicios desde la instauración del sufragio universal, es decir, las cuartas elecciones desde el fin del apartheid.
En estas elecciones el ANC obtuvo otra previsible y aplastante victoria, con una proporción de voto ligeramente superior a 2004, pero un porcentaje inferior, del 65.90 %, con respecto al 69.69 % de las elecciones anteriores. Además, perdió la mayoría calificada de dos tercios con la que había contado hasta entonces, con 264 bancas, se quedó a tres escaños de renovarla. El segundo partido más votado y la oposición oficial, Alianza Democrática (DA), obtuvo el 16.66 % de los votos, y 67 escaños. En tercer lugar, una nueva formación, escindida del ANC, el Congreso del Pueblo (COPE), liderada por Mosiuoa Lekota, obtuvo el 7.42 % y 30 escaños en su primer desafío electoral. Por el contrario, el Partido de la Libertad Inkatha (IFP) experimentó una devastadora debacle, luego de haber ostentado durante década y media el tercer lugar en todas las elecciones celebradas hasta entonces, pues fue desplazado al cuarto puesto con menos de un millón de votos y solo un 4.55 % del escrutinio y 18 escaños. Con este resultado, Zuma fue investido como Presidente de Sudáfrica por la Asamblea Nacional el 6 de mayo con 277 diputados votando por él y 47 por Mvume Dandala, de COPE, mientras que gran parte de los partidos opositores, incluyendo DA, decidieron abstenerse.
En el plano provincial, Alianza Democrática tomó el control de la legislatura de Cabo Occidental, con su líder Helen Zille, siendo elegida premier de la provincia. Fue la primera vez después de siete años que el ANC perdía una elección en cualquiera de las provincias. El oficialismo mantuvo, sin embargo, el control sobre el resto de las legislaturas provinciales.
El Tribunal Superior de Gauteng del Norte dictaminó el 9 de febrero de 2009 que los ciudadanos sudafricanos que viven en el extranjero deberían poder votar en las elecciones. La sentencia fue confirmada por el Tribunal Constitucional el 12 de marzo de 2009, cuando decidió que los votantes extranjeros que ya estaban registrados podrían votar. Además, a los votantes registrados que se encontraron fuera de sus distritos de votación el día de las elecciones se les permitió votar a favor de la votación nacional en cualquier mesa de votación en Sudáfrica. En las siguientes elecciones, finalmente se incorporaría el voto postal.

## Principales partidos políticos

### Oficialismo: ANC
El Congreso Nacional Africano (ANC), fundado en 1912, accedió al poder como consecuencia del fin del régimen de apartheid. Desde su abrumadora victoria en las primeras elecciones libres del país, en 1994, el ANC gozó de una amplia mayoría absoluta en el Parlamento. Sin embargo, en 2004 su dominación alcanzó su máximo apogeo cuando obtuvo mayoría de dos tercios, lo que autorizaba al partido a modificar la constitución unilateralmente. El presidente Thabo Mbeki, reelegido en estos comicios, entregó la dirección del partido a Jacob Zuma el 18 de diciembre de 2007. Después de esto, en 2008 el juicio de corrupción en curso de Zuma en relación con un acuerdo multimillonario de armas Rand fue desestimado por los tribunales, que insinuaron que Mbeki había influido indebidamente en la investigación de Zuma. A la luz de los hallazgos de la corte, el Comité Ejecutivo Nacional del ANC solicitó a Mbeki que renunciara como presidente del país, lo cual hizo efectivamente el 20 de septiembre de 2008, convirtiéndose en el primer presidente de la era posterior al apartheid en no terminar su mandato constitucional, y el primer mandatario sudafricano en renunciar desde 1989.
Mbeki fue reemplazado por Kgalema Motlanthe, que había sido elegido como vicepresidente del ANC en la conferencia de 2007. Motlanthe no era el candidato presidencial del ANC para las elecciones generales de 2009, sino el presidente del ANC, Jacob Zuma. La lista electoral del ANC fue encabezada por Zuma, seguido por Motlanthe; el vicepresidente de Sudáfrica Baleka Mbete; el ministro de Finanzas Trevor Manuel; y Winnie Mandela, exesposa de Nelson Mandela. El retiro de Mbeki, entre otras cosas, creó tensiones severas y divisiones dentro del partido, y eventualmente condujo a la formación del Congreso del Pueblo (COPE), un nuevo partido político formado por antiguos miembros del ANC. Sin embargo, las encuestas ubicaban al ANC en un indiscutido primer lugar, con entre el 60 y 70 %, e incluso en su estimación más baja, que era el 47 %, seguía siendo el partido más votado.

### Oposición oficial: DA
En mayo de 2007, la exalcaldesa de Ciudad del Cabo Helen Zille derrotó a Tony Leon en las elecciones internas del partido, convirtiéndose en su nueva presidenta. Dada la situación de Sudáfrica como un gobierno de partido dominante, la DA manifestó un enfoque desproporcionado en la provincia de Cabo Occidental desde el comienzo de su campaña, pues el partido había identificado la provincia como "ganable". El 14 de febrero de 2009 lanzó su manifiesto, bajo el lema de campaña "Vote to Win" (en español: Vota para ganar). Varios analistas sugirieron que DA tomaría exitosamente el control de Cabo Occidental. Mientras que las encuestas mostraban la disminución de apoyo del ANC luego de la escisión de COPE, la DA ganó algunas elecciones parciales celebradas poco antes de los comicios. Sin embargo, se esperaba que DA obtuviera mayoría simple, y no la mayoría absoluta que acabó consiguiendo. El partido anunció que su proyección sería ganar en Cabo Occidental, obtener municipios importantes en las elecciones locales de 2011, y de este modo apuntalar al partido a nivel nacional.
Las relaciones entre DA y el partido separado del ANC, COPE, comenzaron siendo amistosas. Su líder, Mosiuoa Lekota, manifestó su voluntad de cooperar con Zille en el futuro. Posteriormente, sin embargo, Zille criticó la estructura interna de COPE, afirmando que muchos de sus nuevos miembros eran partidarios de Mbeki que buscaban resucitar sus carreras políticas difuntas.
En las últimas etapas previas a la elección, DA lanzó una nueva campaña "Stop Zuma" (en español: "Deten a Zuma"), la cual fue objeto de numerosas críticas de parte de analistas de prensa y política, que veían esto como una "campaña negativa". Zille replicó ante estas críticas que "negativo es entregarle a Zuma y su cerrada red de compinches el derecho a cambiar unilateralmente la constitución", ya que según ella abusarían de ese derecho tanto para enriquecerse como para protegerse a sí mismos de cualquier repercusión legal. Más tarde declaró que el crecimiento de votos de su partido y la pérdida de escaños del ANC se debió en gran medida a la campaña "Stop Zuma".

## Campaña
La campaña de la oposición se centró casi enteramente en combatir la creciente corrupción política. El ANC recibió fuertes críticas por cargos de corrupción contra Zuma, quien había sido acusado de aceptar sobornos de una compañía de armas francesa. Los fiscales estatales retiraron los cargos en abril, dos semanas antes de las elecciones. Tanto DA como COPE declararon que lograrían restablecer las causas judiciales contra Zuma si alguno de los dos ganaba las elecciones. DA se comprometió a ejecutar un gobierno "limpio". Acusó a Zuma de haber "intimidado" a los fiscales del Estado para que retiraran los cargos de corrupción y presentó una demanda legal contra la decisión. Prometió crear más empleos, proporcionar una mejor educación y enfrentar el crimen organizado. Lekota, el líder de COPE, afirmó que el ANC había traicionado el "sueño de los líderes de la lucha contra el apartheid". El COPE prometió luchar contra el crimen mediante la introducción de una política de "tres strikes", según la cual los delincuentes profesionales serían encarcelados a perpetuidad por delitos reiterados de violación, robo o asesinato. Aunque se informó que COPE tuvo problemas para llevar a cabo una campaña electoral efectiva, su aparición fue vista desde el momento como un cambio en el panorama político del país.
La presidenta de DA, Helen Zille exhortó a los votantes a poner fin al dominio hegemónico del ANC sobre la política sudafricana, afirmando que, si no existía un contrapeso coherente para el oficialismo, Sudáfrica corría el riesgo de convertirse en un "estado fallido y unipartidista". Zille estableció varias comparaciones entre el ANC y ZANU-PF, partido gobernante en Zimbabue desde 1980, declarando que el partido gubernamental, bajo el liderazgo de Zuma, se estaba sometiendo a una "Zanuficación". El candidato presidencial de COPE, Mvume Dandala, reafirmó esta teoría, declarando que los líderes africanos que permanecieron mucho tiempo en su cargo se habían "virtualmente convertido en dictadores". El IFP afirmó que apoyaría cualquier medida para luchar contra la corrupción.
El ANC hizo campaña citando el desarrollo económico durante su largo mandato y el apoyo a los pobres en forma de vivienda, agua y electricidad. Zuma prometió mejorar la educación a fin de reducir la alta tasa de analfabetismo. El partido publicó un anuncio de televisión por primera vez, mostrando la imagen de su antiguo líder, el expresidente Nelson Mandela, siendo liberado de la prisión en 1989. Mandela hizo una aparición excepcional en una concentración de ANC y restauró en gran medida el apoyo popular al partido. Durante dicha concentración, Mandela rechazó la teoría de la "Zanuficación" de su partido, y declaró: "no hay nada en la constitución que diga que una mayoría masiva para el partido gobernante es mala para la democracia, ¡especialmente un partido que tiene un historial tan largo de defensa de las garantías constitucionales como el ANC!".

## Boicot electoral
Varias comunidades, organizaciones, movimientos sociales y personalidades conocidas amenazaron con no votar en las elecciones de 2009. La personalidad más conocida fue el Arzobispo Desmond Tutu, quien al principio dijo que no votaría, pero luego cambió de opinión. La Alianza de Pobres de Sudáfrica, el Foro Anti Privatización, NOPE y el sindicato de trabajadores agrícolas independientes Sikhula Sonke resolvieron boicotear las elecciones bajo el lema "¡No hay tierra! ¡No hay casa! ¡No hay voto!".

## Resultados
El ANC obtuvo su cuarta mayoría absoluta consecutiva con el 65.90 % de los votos. DA conservó su posición como la oposición oficial y además obtuvo la victoria en Cabo Occidental con más del 50 % de los votos y con Zille siendo elegida Premier de la provincia por mayoría absoluta. Aunque la participación fue del 77.30 % de los votantes registrados, un ligero crecimiento con respecto a 2004, la campaña pidiendo el boicot tuvo un éxito parcial, pues hubo doce millones de sudafricanos con derecho a voto que o no se registraron para votar (7 millones) o se registraron pero no votaron (5.4 millones).
La Comisión Electoral Independiente hizo disponibles los resultados en su sitio web, ya que se recibieron de los distritos electorales, filtrados por el distrito nacional, provincial, municipal y de votación.

### Parlamento

#### Asamblea Nacional
|  | 65.90 % |

|  | 16.66 % |

|  | 7.42 % |

|  | 4.55 % |

|  | 0.92 % |

|  | 0.85 % |

|  | 0.83 % |

|  | 0.81 % |

|  | 0.37 % |

|  | 0.27 % |

|  | 0.25 % |

|  | 0.22 % |

|  | 0.20 % |

|  | 0.17 % |

|  | 0.15 % |

|  | 0.07 % |

|  | 0.06 % |

|  | 0.05 % |

|  | 0.05 % |

|  | 0.05 % |

|  | 0.03 % |

|  | 0.03 % |

|  | 0.03 % |

|  | 0.03 % |

|  | 0.03 % |

|  | 0.02 % |

|  | 0.02 % |

|  | 98.66 % |

|  | 1.34 % |

|  | 100.00 % |

|  | 77.30 % |

#### Consejo Nacional de las Provincias
El Consejo Nacional de las Provincias (NCOP) consta de 90 miembros, diez nominados por cada legislatura provincial, en proporción a la membresía del partido de la legislatura provincial. Cada delegación provincial consta de seis delegados permanentes, que son nominados por un período que dura hasta que se elige una nueva legislatura provincial, y cuatro delegados especiales. Uno de los delegados especiales es el premier de la provincia u otro miembro de la legislatura provincial designada por el premier, mientras que los otros tres delegados especiales son designados ad hoc por la legislatura provincial.
| Partidos | Partidos                                 | Provincia     | Provincia    | Provincia | Provincia     | Provincia | Provincia  | Provincia | Provincia      | Provincia       | Total | Total |
| Partidos | Partidos                                 | Cabo Oriental | Estado Libre | Gauteng   | KwaZulu-Natal | Limpopo   | Mpumalanga | Noroeste  | Cabo del Norte | Cabo Occidental | Total | Total |
| -------- | ---------------------------------------- | ------------- | ------------ | --------- | ------------- | --------- | ---------- | --------- | -------------- | --------------- | ----- | ----- |
|          | Congreso Nacional Africano (ANC)         | 4/6           | 4/6          | 4/6       | 4/6           | 5/6       | 5/6        | 4/6       | 3/6            | 2/6             | 35/54 | 62/90 |
| 3/4      | Congreso Nacional Africano (ANC)         | 3/4           | 3/4          | 3/4       | 4/4           | 4/4       | 3/4        | 3/4       | 1/4            | 27/36           |       | 62/90 |
|          | Alianza Democrática (DA)                 | 1/6           | 1/6          | 1/6       | 1/6           | 1/6       | 1/6        | 1/6       | 1/6            | 3/6             | 10/54 | 13/90 |
| 0/4      | Alianza Democrática (DA)                 | 0/4           | 1/4          | 0/4       | 0/4           | 0/4       | 0/4        | 0/4       | 2/4            | 3/36            |       | 13/90 |
|          | Congreso del Pueblo (COPE)               | 1/6           | 1/6          | 1/6       | 0/6           | 1/6       | 0/6        | 1/6       | 1/6            | 1/6             | 7/54  | 8/90  |
| 0/4      | Congreso del Pueblo (COPE)               | 0/4           | 0/4          | 0/4       | 0/4           | 0/4       | 0/4        | 1/4       | 0/4            | 1/36            |       | 8/90  |
|          | Demócratas Independientes (ID)           | 0/6           | 0/6          | 0/6       | 0/6           | 0/6       | 0/6        | 0/6       | 1/6            | 0/6             | 1/54  | 2/90  |
| 0/4      | Demócratas Independientes (ID)           | 0/4           | 0/4          | 0/4       | 0/4           | 0/4       | 0/4        | 0/4       | 1/4            | 1/36            |       | 2/90  |
|          | Partido de la Libertad Ikantha (IFP)     | 0/6           | 0/6          | 0/6       | 1/6           | 0/6       | 0/6        | 0/6       | 0/6            | 0/6             | 1/54  | 2/90  |
| 0/4      | Partido de la Libertad Ikantha (IFP)     | 0/4           | 0/4          | 1/4       | 0/4           | 0/4       | 0/4        | 0/4       | 0/4            | 1/36            |       | 2/90  |
|          | Frente de la Libertad (FF+)              | 0/4           | 1/4          | 0/4       | 0/4           | 0/4       | 0/4        | 0/4       | 0/4            | 0/4             | 1/36  | 1/90  |
|          | Partido Demócrata Cristiano Unido (UCDP) | 0/4           | 0/4          | 0/4       | 0/4           | 0/4       | 0/4        | 1/4       | 0/4            | 0/4             | 1/36  | 1/90  |
|          | Movimiento Democrático Unido (UDM)       | 1/6           | 0/6          | 0/6       | 0/6           | 0/6       | 0/6        | 0/6       | 0/6            | 0/6             | 1/54  | 1/90  |

### Legislaturas provinciales
|  | 68.82 % |

|  | 13.67 % |

|  | 9.99 % |

|  | 4.13 % |

|  | 0.77 % |

|  | 0.54 % |

|  | 0.53 % |

|  | 0.46 % |

|  | 0.21 % |

|  | 0.20 % |

|  | 0.20 % |

|  | 0.10 % |

|  | 0.09 % |

|  | 0.09 % |

|  | 0.08 % |

|  | 0.07 % |

|  | 0.06 % |

|  | 98.59 % |

|  | 1.41 % |

|  | 100.00 % |

|  | 74.87 % |

|  | 71.10 % |

|  | 11.61 % |

|  | 11.60 % |

|  | 2.01 % |

|  | 1.09 % |

|  | 0.73 % |

|  | 0.36 % |

|  | 0.33 % |

|  | 0.33 % |

|  | 0.31 % |

|  | 0.22 % |

|  | 0.16 % |

|  | 0.10 % |

|  | 0.04 % |

|  | 98.50 % |

|  | 1.50 % |

|  | 100.00 % |

|  | 75.55 % |

|  | 64.04 % |

|  | 21.86 % |

|  | 7.78 % |

|  | 1.63 % |

|  | 1.49 % |

|  | 0.87 % |

|  | 0.61 % |

|  | 0.40 % |

|  | 0.31 % |

|  | 0.24 % |

|  | 0.21 % |

|  | 0.14 % |

|  | 0.12 % |

|  | 0.07 % |

|  | 0.06 % |

|  | 0.05 % |

|  | 0.05 % |

|  | 0.04 % |

|  | 0.03 % |

|  | 0.03 % |

|  | 98.98 % |

|  | 1.02 % |

|  | 100.00 % |

|  | 75.60 % |

|  | 62.95 % |

|  | 22.40 % |

|  | 9.15 % |

|  | 2.05 % |

|  | 1.29 % |

|  | 0.68 % |

|  | 0.23 % |

|  | 0.22 % |

|  | 0.20 % |

|  | 0.20 % |

|  | 0.17 % |

|  | 0.15 % |

|  | 0.11 % |

|  | 0.07 % |

|  | 0.05 % |

|  | 0.05 % |

|  | 0.05 % |

|  | 98.76 % |

|  | 1.24 % |

|  | 100.00 % |

|  | 78.81 % |

|  | 84.88 % |

|  | 7.53 % |

|  | 3.48 % |

|  | 0.69 % |

|  | 0.61 % |

|  | 0.53 % |

|  | 0.44 % |

|  | 0.38 % |

|  | 0.35 % |

|  | 0.30 % |

|  | 0.23 % |

|  | 0.12 % |

|  | 0.10 % |

|  | 0.09 % |

|  | 0.09 % |

|  | 0.07 % |

|  | 0.07 % |

|  | 0.06 % |

|  | 98.51 % |

|  | 1.49 % |

|  | 100.00 % |

|  | 67.09 % |

|  | 85.55 % |

|  | 7.49 % |

|  | 2.91 % |

|  | 0.89 % |

|  | 0.51 % |

|  | 0.50 % |

|  | 0.49 % |

|  | 0.37 % |

|  | 0.32 % |

|  | 0.26 % |

|  | 0.23 % |

|  | 0.19 % |

|  | 0.12 % |

|  | 0.11 % |

|  | 0.07 % |

|  | 98.55 % |

|  | 1.45 % |

|  | 100.00 % |

|  | 77.61 % |

|  | 72.89 % |

|  | 8.33 % |

|  | 8.25 % |

|  | 5.27 % |

|  | 1.81 % |

|  | 0.69 % |

|  | 0.51 % |

|  | 0.46 % |

|  | 0.41 % |

|  | 0.29 % |

|  | 0.26 % |

|  | 0.25 % |

|  | 0.17 % |

|  | 0.16 % |

|  | 0.15 % |

|  | 0.09 % |

|  | 98.08 % |

|  | 1.92 % |

|  | 100.00 % |

|  | 70.08 % |

|  | 60.75 % |

|  | 16.67 % |

|  | 12.57 % |

|  | 4.94 % |

|  | 1.24 % |

|  | 1.21 % |

|  | 1.00 % |

|  | 0.60 % |

|  | 0.34 % |

|  | 0.22 % |

|  | 0.19 % |

|  | 0.15 % |

|  | 0.12 % |

|  | 98.44 % |

|  | 1.66 % |

|  | 100.00 % |

|  | 75.96 % |

|  | 51.46 % |

|  | 31.55 % |

|  | 7.74 % |

|  | 4.68 % |

|  | 1.47 % |

|  | 0.74 % |

|  | 0.46 % |

|  | 0.43 % |

|  | 0.23 % |

|  | 0.22 % |

|  | 0.20 % |

|  | 0.17 % |

|  | 0.13 % |

|  | 0.10 % |

|  | 0.09 % |

|  | 0.08 % |

|  | 0.07 % |

|  | 0.06 % |

|  | 0.06 % |

|  | 0.03 % |

|  | 0.03 % |

|  | 0.02 % |

|  | 98.99 % |

|  | 1.01 % |

|  | 100.00 % |

|  | 75.45 % |

## Investidura presidencial
|  | 85.49 % |

|  | 14.51 % |

## Consecuencias
El ANC recibió amplias felicitaciones por su decisiva victoria nacional, tanto de fuentes internacionales como nacionales. Esto incluyó la oposición, con la líder de DA, Helen Zille reconociendo que la gente le había dado un fuerte mandato para gobernar. "Confiamos en que el ANC no abuse de esta confianza y gobernará bien y en interés de todos los sudafricanos". Sin embargo, con 65.9 % de los votos y 264 escaños en la Asamblea Nacional (con referencia al 74.3 % y 297 escaños que conservaba hasta entonces), el ANC ya no tenía la mayoría de dos tercios que necesitaba para cambiar la Constitución unilateralmente. El partido gobernante había perdido considerable apoyo en ocho de las nueve provincias, parcialmente compensado por un gran aumento en KwaZulu-Natal a expensas del IFP.
Agradeciendo a los partidarios la semana siguiente, Helen Zille declaró que DA había cumplido con sus tres objetivos principales para los conflictos: en primer lugar, privar al ANC de su mayoría de dos tercios (aunque fuera por menos de tres escaños); en segundo lugar, obtuvo mayoría absoluta en Cabo Occidental; y en tercer lugar, mejoró significativamente su posición parlamentaria. Zille declaró también que veía estos comicios como una señal de que las únicas fuerzas políticas genuinas en Sudáfrica eran DA y el ANC, y que la mayoría de los votantes ya no derrochaban su voto en partidos "pequeños e insignificantes".